# Плоское (Московская область)
Плоское — деревня в городском округе Шаховская Московской области России.

## Население
| 1852 | 1859 | 1926 | 2002 | 2006 | 2010 |
| ---- | ---- | ---- | ---- | ---- | ---- |
| 668  | ↘622 | ↘457 | ↘158 | ↘155 | ↗177 |

По данным Всероссийской переписи 2010 года численность постоянного населения составила 177 человек (83 мужчины, 94 женщины).

## География
Расположена в северной части района, у границы Московской и Тверской областей, примерно в 16 км к северо-западу от районного центра — посёлка городского типа Шаховская, на левом берегу реки Издетели, в устье впадающей в неё небольшой речки Площанки.
В деревне три улицы — Лесная, Солнечная, Центральная, зарегистрировано одно садоводческое товарищество.
Соседние населённые пункты — деревни Дмитровка, Манеж и Тарасово. Имеется автобусное сообщение с райцентром (иногда заезжает автобус №33).

## Исторические сведения
Село впервые упоминается в духовной грамоте князя Федора Волоцкого в 1506 году.
В 1769 году село Ивановское, Плоское тож относилось к Издетелемскому стану Волоколамского уезда Московской губернии и находилось во владении князя Ивана Ивановича Лобанова-Ростовского. В селе было 56 дворов и 249 ревизских душ.
В середине XIX века село Плоское относилось ко 2-му стану Волоколамского уезда и принадлежала князю Михаилу Николаевичу Голицыну. В селе была церковь, 82 двора, крестьян 314 душ мужского пола и 354 души женского.
В «Списке населённых мест» 1862 года Ивановское (Плоское) — владельческое село 1-го стана Волоколамского уезда Московской губернии по правую сторону Московского тракта, шедшего от границы Зубцовского уезда на город Волоколамск, в 45 верстах от уездного города, при речке Чёрной, с 63 дворами и 622 жителями (296 мужчин, 326 женщин). В селе располагались православная церковь, приходское училище и богадельня.
В 1874 году построена кирпичная однопрестольная пятиглавая церковь Николая Чудотворца в стиле эклектики, в 1892 году к ней пристроена высокая шатровая колокольня. Сломана в середине XX века.
В 1886 году в селе Плосково (Ивановское) — 97 дворов, 539 жителей, волостное правление, две церкви, школа и 3 лавки.
До 1924 года село Плоское — центр Плосковской волости, по данным на 1890 год здесь находилось волостное правление, имелось земское училище, проживало 259 человек мужского пола.
В 1913 году — 85 дворов, волостное правление, земское училище, квартира урядника, а также усадьба князя Д. М. Голицына.
Постановлением президиума Моссовета от 24 марта 1924 года Плосковская волость была ликвидирована и включена в состав Раменской волости.
По материалам Всесоюзной переписи населения 1926 года — центр Плосковского сельсовета, в селе проживало 457 жителей (205 мужчин, 252 женщины), насчитывалось 101 крестьянское хозяйство, имелась школа и изба-читальня.
С 1929 года — населённый пункт в составе Шаховского района Московской области.
1994—2006 гг. — деревня Ивашковского сельского округа.
2006—2015 гг. — деревня сельского поселения Раменское.
2015 — н. в. — деревня городского округа Шаховская.